# Lista de franquias de jogos eletrônicos mais vendidas
Esta é uma lista das franquias de jogos de videogame mais vendidas. Por esta razão, números de downloads de jogos gratuitos não entram no cálculo. Exceto quando especificado, os números correspondem ao total de vendas no mundo.

## Lista
1. Mario (+840 milhões)[1]
2. Tetris (520 milhões)[2]
3. Pokémon (480 milhões)[3]
4. Grand Theft Auto (430 milhões)[4]
5. Call of Duty (400 milhões)[1]
6. FIFA (325 milhões)[1]
7. Minecraft (300 milhões)[5]
8. Wii Sports (Série) (Cerca de 260 milhões)[carece de fontes?]
9. Sonic the Hedgehog (250 milhões, incluindo spin-offs)[6][carece de fontes?]
10. Assassin's Creed (200 milhões)[7]
11. Final Fantasy (180 milhões)[8]
12. Resident Evil (167 milhões)[9]
13. The Legend of Zelda (160 milhões)[10]
14. Mario Kart (160 milhões)[11]
15. The Sims (150 milhões)[12]
16. Need for Speed (110 milhões)[carece de fontes?]
17. Monster Hunter (105 milhões)[9]
18. Gran Turismo (101,6 milhões)[13]
19. Pro Evolution Soccer (100 milhões)[carece de fontes?]
20. Tomb Raider (100 milhões)[14]
21. Madden NFL (99 milhões)[carece de fontes?]
22. Halo (96 milhões)[carece de fontes?]
23. Donkey Kong (89,19 milhões, incluindo spin-offs)[15][carece de fontes?]
24. Red Dead (91 milhões)[4]
25. Battlefield (88,7 milhões)[16]
26. Dragon Quest (88 milhões)[17]
27. Naruto online (85,6 milhões)[18]
28. Mortal Kombat (80 milhões)[19]
29. Tom Clancy (79 milhões, incluindo Ghost Recon, Rainbow Six, e Splinter Cell franchises)[carece de fontes?]
30. Animal Crossing (78,38 milhões)[carece de fontes?]
31. Super Smash Bros. (73 milhões)[20]
32. God of War (+66 milhões)[21]
33. The Witcher (65 milhões)[22]
34. WWE 2K (Cerca de 60 milhões)[carece de fontes?]
35. Crash Bandicoot (56,7 milhões)[carece de fontes?]
36. Street Fighter (55 milhões)[9]
37. Tekken (53 milhões)[23]
38. Metal Gear (51,3 milhões)[24]
39. Kirby (50,14 milhões, incluindo os spin-offs e remakes)[25][carece de fontes?]
40. Nickelodeon (50 milhões, incluindo a franquia SpongeBob SquarePants)[26]
41. Lego Star Wars (50 milhões)[27]
42. PAC-MAN   (43 milhões)[carece de fontes?]
43. Lineage (43 milhões)[28]
44. Uncharted (41,7 milhões)[29]
45. Dragon Ball (41 milhões)[30]
46. Mega Man (41 milhões)[31]
47. The Elder Scrolls (40 milhões)[carece de fontes?]
48. Guitar Hero (40 milhões)[carece de fontes?]
49. Pixar (35 million shipped,[32] includes Cars franchise)[carece de fontes?]
50. Souls (Cerca de 32 milhões)[carece de fontes?]
51. Brain Age (31,12 milhões)[33]
52. Medal of Honor (31 milhões)[34]
53. Command & Conquer (30 milhões)[35]
54. James Bond (30 milhões)[36]
55. Tony Hawk (30 milhões)[37]
56. Devil May Cry (30 milhões)[31]
57. Gears of War (27 milhões)
58. Bioshock (25 milhões)[38]
59. Counter-Strike (25 milhões)[carece de fontes?]
60. Bejeweled (25 milhões)[39]
61. Marvel (25 milhões)[40]
62. NBA Live (23 milhões)[41]
63. Yu-Gi-Oh! (21,8 milhões)[42]
64. Nintendogs (21,67 milhões)[43]
65. Tom Clancy's Rainbow Six (21 milhões)[44]
66. Forza (20 milhões)[carece de fontes?]
67. Age of Empires (20 milhões)[45]
68. Castlevania (20 milhões)[46]
69. Diablo (20 milhões)[47]
70. Frogger (20 milhões)[48]
71. Harry Potter (20 milhões)[49]
72. Lemmings (20 milhões)[50]
73. Rayman (20 milhões)[44]
74. Simple (20 milhões)[51]
75. SpongeBob SquarePants (20 milhões)[52]
76. Spyro the Dragon (20 milhões)[53]
77. Mobile Suit Gundam (20 million shipped)[54]
78. Tom Clancy's Splinter Cell (19 milhões)[44]
79. Warcraft (19 milhões)[28][55]
80. Dynasty Warriors (18 milhões)[56]
81. SimCity (18 milhões)[57]
82. Far Cry (18 milhões)[carece de fontes?]
83. Tom Clancy's Ghost Recon (17 milhões)[44]
84. Petz (17 milhões)[44]
85. SingStar (17 milhões)[58]
86. Half-Life (16 milhões)[59]
87. Backyard Sports (15 milhões)[60]
88. Barbie (15 milhões)[61]
89. Burnout (15 milhões)[62]
90. Driver (15 milhões)[63][64]
91. Need for Speed: Underground (15 milhões)[65]
92. Jikkyō Powerful Pro Yakyū (14,8 milhões)[66]
93. Metroid (14 milhões)[15]
94. Prince of Persia (14 milhões)[44]
95. Worms (14 milhões)[67]
96. Disney (13,2 milhões)[68]
97. Imagine (13 milhões)[44]
98. Ratchet and Clank (13 milhões)[69]
99. Kingdom Hearts (12 milhões)[70]
100. Myst (12 milhões)[71]
101. Midnight Club (12 milhões)[12]
102. Dance Dance Revolution (11 milhões)[72]
103. StarCraft (11 milhões)[47]
104. Ace Combat (10 milhões)[73][74]
105. Adventure Island (10 milhões)[75]
106. Asphalt Urban GT (10 milhões)[76]
107. Bomberman (10 milhões)[77]
108. Colin McRae Rally (10 milhões)[78]
109. Deer Hunter (10 milhões)[79]
110. DreamWorks (10 milhões)[80]
111. Hitman (10 milhões)[81]
112. Lord of the Rings (10 milhões)[82]
113. Momotaro Dentetsu (10 milhões)[77]
114. Pitfall! (10 milhões)[83]
115. Puyo Puyo (10 milhões)[84]
116. Soul (10 milhões)[85]
117. Star Wars: Battlefront (10 milhões)[86]
118. Tales (10 milhões)[87]
119. Rock Band (remessa de 10 million)[88]
120. Saints Row (9,8 milhões)[carece de fontes?]
121. Civilization (9 milhões)[89]
122. The Fast and the Furious (9 milhões)[90]
123. EA Sports NASCAR (9 milhões)[91]
124. RollerCoaster Tycoon (9 milhões)[92]
125. Doom (8,5 milhões)[93]
126. Silent Hill (8,100 milhões)
127. Cars (8 milhões)[94]
128. Spider-Man (8 milhões)[95]
129. Onimusha (7,8 milhões)[68]
130. Max Payne (7,5 milhões)[carece de fontes?]
131. Dead or Alive (7,5 milhões)[96]
132. Everybody's Golf (7,5 milhões)[97]
133. Jak and Daxter (7,5 milhões)[98]
134. Moto Racer (7 milhões)[99]
135. Project Gotham Racing (7 milhões)[100]
136. SOCOM (7 milhões)[101]
137. The Settlers (7 milhões)[44]
138. Unreal (7 milhões)[102]
139. Zoo Tycoon (7 milhões)[103]
140. EyeToy (6,7 milhões)[104]
141. MX vs. ATV (6,5 million shipped)[105]
142. Alone in the Dark (6 milhões)[106]
143. Brothers in Arms (6 milhões)[44]
144. Buzz! (6 milhões)[104]
145. Carmen Sandiego (6 milhões)[107]
146. Championship Manager (6 milhões)[108]
147. Guild Wars (6 milhões)[109]
148. Nancy Drew (6 milhões)[110]
149. NBA 2K (6 milhões)[12]
150. NBA Jam (6 milhões)[111]
151. Raving Rabbits (6 milhões)[44]
152. Romance of the Three Kingdoms (6 milhões)[112]
153. Test Drive (6 milhões)[64]
154. Turok (6 milhões)[113]
155. Conflict (6 million shipped)[108]
156. MLB 2K (5,5 milhões)[12]
157. Ninja Gaiden (5,5 milhões)[96]
158. Anno (5 milhões)[44][114]
159. Asterix (5 milhões)[115]
160. Baldur's Gate (5 milhões)[116]
161. Chessmaster (5 milhões)[117]
162. Mario Party (5 million in US)[118]
163. Oddworld (5 milhões)[119]
164. Stronghold (5 milhões)[120]
165. Tecmo Bowl (5 milhões)[96]
166. TOCA Touring Car series (5 milhões)[121]
167. Twisted Metal (5 million na América do Norte)[122]
168. V-Rally (5 milhões)[123]
169. ATV Offroad Fury (quase 5 milhões)[124]